# Зелёная (Черновицкая область)
Зелёная (укр. Зелена) — село в Левинецкой сельской общине Днестровского района Черновицкой области Украины.
Население по переписи 2001 года составляло 1980 человек. Почтовый индекс — 60133. Телефонный код — 3732. Код КОАТУУ — 7322084001.

## Исторические сведения
Основано 2 апреля 1605 года.
Старое название Зелёной — «Кишла Зелена», и происходит от времен пребывания в Бессарабии Османской империи. Слово «Кишла» в переводе с турецкого языка означает «поселение» или «двор».
После присоединения Бессарабии и Северной Буковины к СССР, название адаптировали под более «благозвучное» для местного населения.
По данным на 1859 года в собственническом селе Кишла Зелена Хотинского уезда Бессарабской губернии, проживало 136 человек (71 мужского пола и 65 — женского), насчитывалось 70 дворовых хозяйств.
До 2020 года село входило в Кельменецкий район